# Charles Brown (boxe anglaise)
Pour les articles homonymes, voir Charles Brown et Brown.
Charles Brown est un boxe américain né le 28 février 1939 à Cincinnati, Ohio.

## Carrière
Sa carrière est principalement marquée par une médaille de bronze remportée aux Jeux olympiques d'été de 1964 dans la catégorie de poids plumes.

## Référence
1. ↑  (en) Résultats des Jeux olympiques 1964 (amateur-boxing.strefa.pl)